# James Melvill van Carnbée
James Arnaud Henri Louis Melvill van Carnbée (* 11. August 1867 in Den Haag; † 4. Januar 1944 in Zeist) war ein niederländischer Fechter und Freiherr.

## Leben
James Melvill van Carnbée nahm an den Olympischen Zwischenspielen 1906 in Athen teil. Bei diesen gewann er mit dem Säbel gemeinsam mit Maurits van Löben Sels, George van Rossem und Johannes Osten in der Mannschaftskonkurrenz Bronze. Im Einzel schied er mit dem Degen und auch in beiden Säbelkonkurrenzen jeweils in der Vorrunde aus. Er war Mitglied des Koninklijke Officiers Schermbond in Den Haag.
Van Carnbée stammt von einer Adelsfamilie mit irischen Vorfahren ab, die eine lange Tradition bei der Marine vorzuweisen hatte. So trat auch er der Marineinfanterie bei und stieg bis zum Kapitein auf. Stationiert war er unter anderem in Niederländisch-Indien und Berlin. Später leitete er eine Militärturnschule und war Vorstandsmitglied des niederländischen Amateurfechtverbandes.